# Egídio de Araújo Pereira Júnior
Egídio de Araújo Pereira Júnior, detto Egídio (Rio de Janeiro, 16 giugno 1986), è un ex calciatore brasiliano, di ruolo difensore.

## Caratteristiche tecniche
Gioca come terzino sinistro.

## Carriera

### Club
Egídio è cresciuto nelle giovanili del Flamengo, dove ha vinto nel 2005, la Copa Cultura de Juniores, una competizione su modello del Torneio Rio-São Paulo.
Nel 2006, giocò tre partite nel Campionato Carioca e una in Série A; nel 2007, fu mandato in prestito al Paraná, dove divenne titolare, venendo anche eletto miglior terzino sinistro del Campionato Paranaense. Dopo un prestito alla Juventude, è tornato al Flamengo nel 2009.

## Palmarès

### Competizioni statali
- Campionato Carioca: 3

Flamengo: 2008, 2009, 2011
- Taça Guanabara: 2

Flamengo: 2008, 2011
- Taça Rio: 3

Flamengo: 2009, 2011
Fluminense: 2020
- Campionato Mineiro: 1

Cruzeiro: 2014

### Competizioni nazionali
- Campionato brasiliano: 3

Cruzeiro: 2013, 2014
Palmeiras: 2016